# Pentago

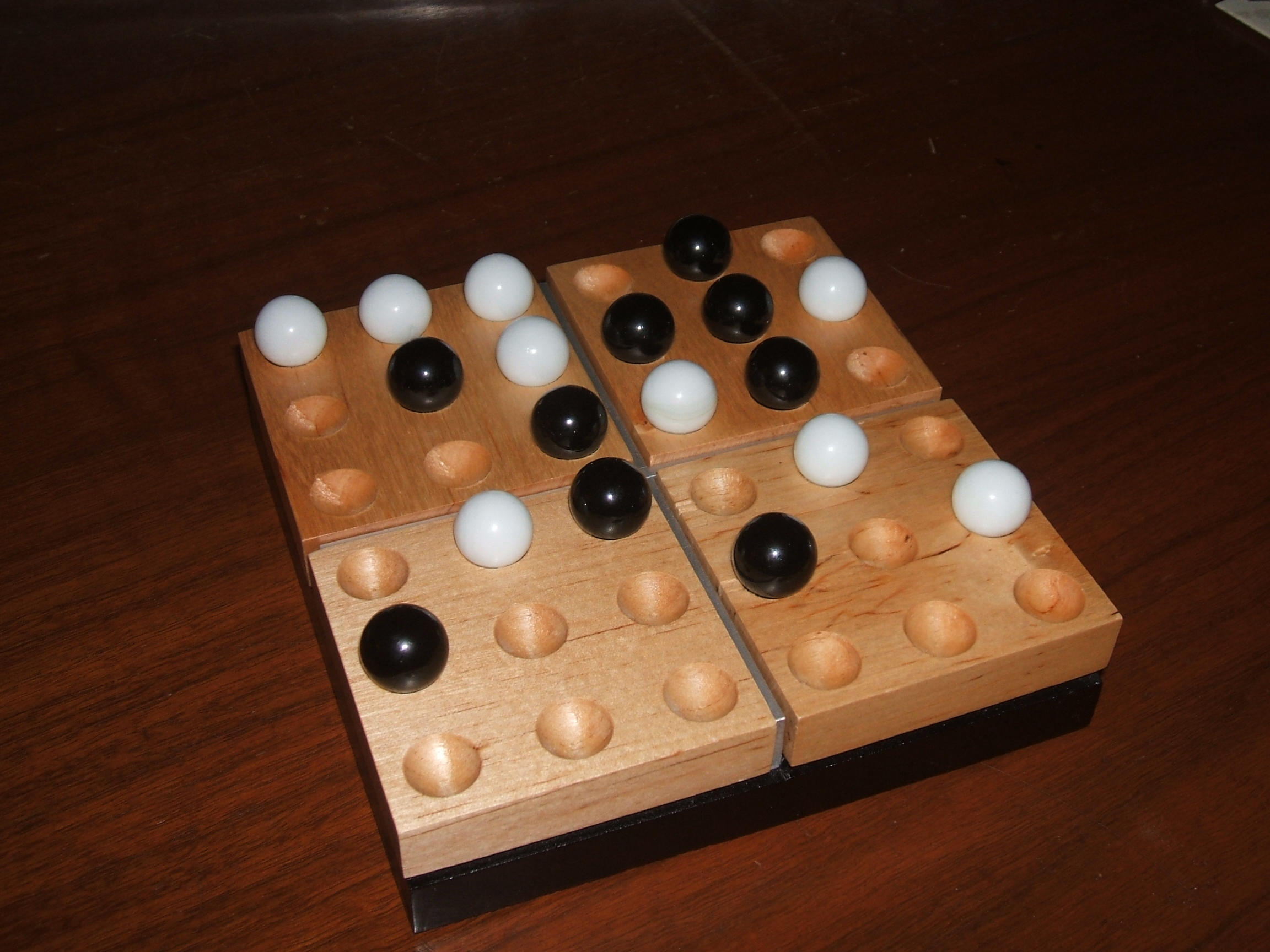
Pentago. Wit heeft gewonnen.

Pentago is een strategiespel voor twee personen. Het is bedacht door Tomas Flodén, het Zweedse bedrijf Mindtwister bezit de commerciële rechten. Een houten versie kwam uit in 2005, een kunststof versie verscheen in 2007.

## Het spel

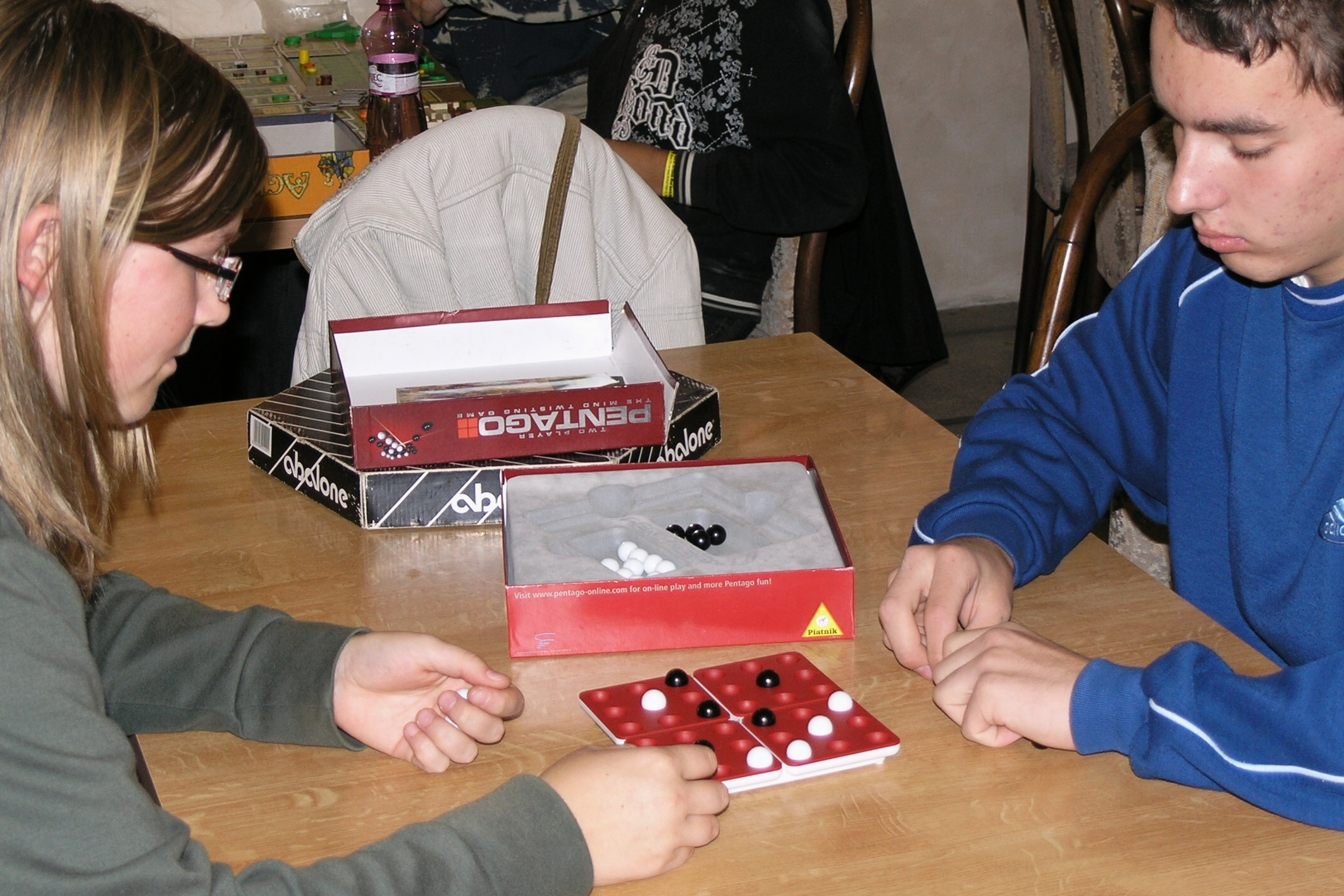
Pentago

Het spel wordt gespeeld op een bord met 6×6 uitsparingen, verdeeld over draaibare kwarten van 3×3 uitsparingen. In iedere beurt legt een speler een knikker van de eigen kleur (wit of zwart) in een uitsparing en draait een van de "kwartborden" een kwartslag. Die keuze is vrij en onafhankelijk van waar zojuist een knikker is neergelegd. De bedoeling van het spel is vijf knikkers van de eigen kleur op een horizontale, verticale of diagonale lijn te krijgen. Dat mag zowel vóór als na de draai gebeuren. Als alle 36 plaatsen op het bord bezet zijn, zonder dat er een rij van vijf is ontstaan, is er sprake van remise.

### Multiplayer-versie
Er is ook een versie verkrijgbaar voor twee tot vier spelers. Het idee is hetzelfde, maar in plaats van 6×6 uitsparingen zijn er 9×9 uitsparingen. De "kwartborden" of speelblokken zijn nog steeds 3×3 uitsparingen. Er zijn dus ook negen speelblokken in plaats van vier. 
Het doel is nog steeds vijf of meer op een rij te krijgen.

## Prijzen
Onder andere:
- Spel van het jaar 2005 in Zweden
- Strategiespel van het jaar 2006 in Finland[1]
- Mensa Select 2006[2]